# تاريخ علم التغير المناخي

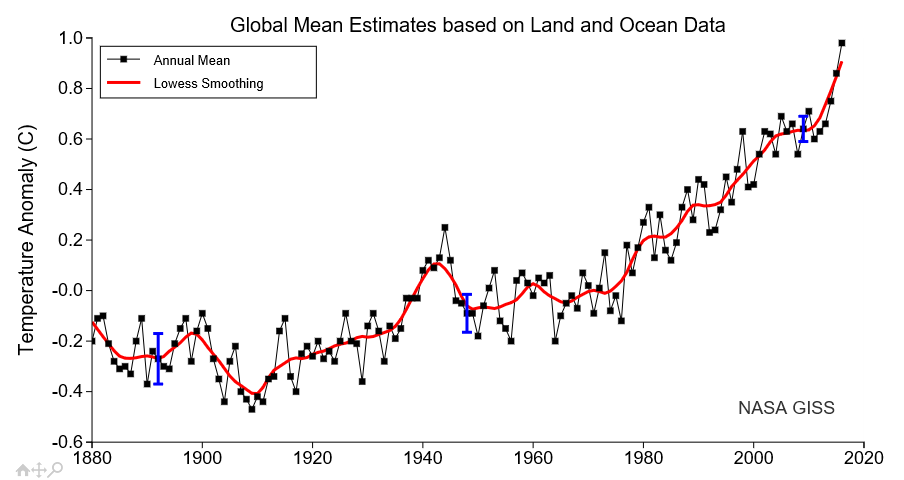
اتجاهات درجات الحرارة العالمية بين عامي 1880–2017

بدأ تاريخ الاكتشاف العلمي للتغير المناخي في أوائل القرن التاسع عشر عندما اشتبه لأول مرة بالعصور الجليدية وغيرها من التغيرات في المناخ قديما وعندما عرّفت ظاهرة الدفيئة الطبيعية لأول مرة؛ وفي نهايات القرن التاسع عشر ناقش العلماء لأول مرة أن انبعاثات الغازات الدفيئة الصادرة عن البشر قد تغير المناخ، وكان العديد من علماء تغير المناخ النظريين الآخرين أكثر تقدمًا فضموا قوى أخرى من البراكين إلى التغيرات الشمسية؛ وقد عبر توماس إيديسون رائد التقنية الكهربائية عن قلقه بخصوص التغير المناخي وأيد الطاقة المتجددة في ثلاثينيات القرن العشرين؛ وفي الستينيات أصبح تأثير الاحترار الناتج عن ثاني أوكسيد الكربون يزداد وضوحًا؛ وأشار بعض العلماء أيضًا إلى أن النشاطات البشرية التي تنتج العوالق الجوية (مثال التلوث) يمكن أن يكون لها تأثير مبرّد أيضًا.
وخلال السبعينيات ازداد تأييد الرأي العلمي لوجهة النظر القائلة بارتفاع درجة الحرارة؛ وبحلول التسعينيات ومع تقدم دقة النماذج الحاسوبية وعمليات الرصد أُكدت نظرية ميلانكوفيتش عن العصور الجليدية، وتشكل رأي بالإجماع يقول: إن للغازات الدفيئة دور عميق في معظم التغيرات المناخية، وإن الانبعاثات الناتجة عن الإنسان أدت إلى احترار عالمي يمكن ملاحظته. ومنذ التسعينيات، ضمت الأبحاث العلمية عن التغير المناخي مناهج متعددة وتوسعت؛ وقد وسعت الدراسات مداركنا عن العلاقات العرضية والروابط مع البيانات التاريخية والقدرة على نمذجة التغير المناخي رقميًا؛ وقد لخصت أبحاث هذه الفترة في تقارير التقييم التي قام بها الفريق الحكومي الدولي المعني بتغير المناخ.
إن التغير المناخي -الذي قُدمت له تفسيرات كثيرة- هو تغيير هام ودائم في التوزيع الإحصائي لنماذج الطقس عبر فترات تتراوح بين عقود إلى ملايين السنوات؛ وقد يكون تغيرًا في متوسط الحالة الجوية، أو في توزع الطقس حول الحالة الجوية المتوسطة (مثل الأحداث الجوية الأقل أو الأكثر قساوة). تسبب التغير المناخي عدةُ عوامل منها العمليات التي تجري في المحيط (مثل دورات المحيطات) والعمليات الحيوية (كالنباتات) والتغيرات في الأشعة الشمسية التي تتلقاها الأرض وتكتونيات الصفائح والاندلاعات البركانية وتغيرات العالم الطبيعي الناتجة عن الإنسان، وهذا التأثير الناتج عن الإنسان يسبب حاليًا الاحترار العالمي، وغالبًا ما يستخدم «التغير المناخي» لوصف التأثيرات الخاصة بالإنسان.

## التغيرات الإقليمية والعصور القديمة حتى القرن التاسع عشر
اشتبه الناس منذ العصور الغابرة بأن مناخ منطقة ما يمكن أن يتغير عبر القرون، فمثلًا يخبر ثيوفراستوس وهو أحد تلامذة أرسطو كيف أدى تجفيف المستنقعات إلى جعل مناطق محددة أكثر عرضة للتجمد، ورأى أن الأراضي تصبح أكثر حرارة عندما تزال غاباتها وتتعرض لضوء الشمس؛ ورأى علماء عصر النهضة وما تلاه أن قطع الغابات والري والرعي قد غيرت الأراضي في المنطقة حول المتوسط منذ العصور القديمة، وقد اعتقدوا أنه من الممكن أن هذه التدخلات البشرية قد أثرت على الطقس المحلي؛ كما كتب فيتروفيوس في القرن الأول قبل الميلاد عن علاقة المناخ بعمارة المنازل وكيفية اختيار مواقع المدن.
أدى التحول في القرن الثامن عشر والتاسع عشر لشمال شرق أمريكا من الغابات إلى أراض زراعية إلى تغير ملحوظ في فترة قصيرة، ومنذ بداية القرن التاسع عشر اعتقد كثيرون أن التحول كان يغير مناخ المنطقة، وربما نحو الأفضل. وعندما سيطر المزارعون في أمريكا -الذين أطلق عليهم لقب «حارثي الأرض»- على السهول العظيمة، اعتقدو بنظرية «المطر يتبع المحراث». وقد عارض بعض الخبراء الأمر وقال البعض إن قطع الغابات سبب حركة سريعة للمياه الناتجة عن الأمطار والطوفانات، ومن الممكن أنها أدت إلى انخفاض الهطول المطري؛ ويقول أكاديميون أوربيون مقتنعون بتفوق حضارتهم إن الشرقيين في الشرق الأدنى القديم حولوا دون اكتراث أراضيهم الخصبة إلى صحارى قفرة.
بدأت حاليًا وكالات الطقس الوطنية بجمع كميات كبيرة من نتائج عمليات الرصد لدرجات الحرارة والهطول المطري وما شابه؛ وعندما حُللت هذه الأرقام أظهرت فترات ارتفاع وانخفاض دون ظهور تغير ثابت على مدى طويل. ومع نهاية القرن التاسع عشر، اتجه الرأي العلمي بشكل حاسم ضد أي اعتقاد بتأثير بشري على المناخ؛ ومهما كانت التأثيرات الإقليمية، فالقليل تصور أن البشر قد يأثرون على مناخ الكوكب بكامله.

## التغير المناخي في العصر القديم، ونظريات حول مسبباته في القرن التاسع عشر
حاول الطبيعيون منذ أواسط القرن السابع عشر التوفيق بين الفلسفة الآلية واللاهوت خلال عصر الكتاب المقدس في البداية، وفي أواخر القرن الثامن عشر ازداد قبول فكرة العصور ما قبل التاريخية، ووجد الجيولوجيون أدلة على تعاقب عصور جيولوجية مع تغيرات في المناخ، وتنافست نظريات عدة في تفسير هذه التغيرات؛ طرح بوفون فكرته بأن الأرض قد بدأت كوكبًا متوهجًا وبدأت تتبرد بسرعة؛ أما جيمس هاتون صاحب فكرة التغيرات الدائرية عبر الفترات الزمنية والتي أطلق عليها اسم نظرية الوتيرة الواحدة، كان من بين الذين وجدوا علامات عن نشاطات جليدية سابقة في مناطق حارة جدًا بالنسبة للجليد في الوقت الحالي.
وصف جان بيير بيراودين عام 1815 لأول مرة كيف يمكن للكتل الجليدية أن تكون مسؤولة عن الصخور الضخمة المدورة في وديان الألب، فعندما كان يتجول في منطقة فال دي بانيس لاحظ صخورًا غرانيتية ضخمة متناثرة حول الوادي الضيق، وعلم أنها تحتاج إلى قوة هائلة لتحريك مثلها، كما لاحظ كيف ترك الجليد خطوطًا على الأرض واستنتج أن الجليد حمل هذه الصخور نزولًا إلى الواديان.
قوبلت أفكاره بالرفض بداية، وكتب جان دي شاربنتير: «وجدت فرضيته غريبة جدًا وفيها مبالغة شديدة لذا اعتبرت أنها لا تستحق التفكير فيها حتى». ورغم هذا الرفض الأولي، استطاع بيراودين في النهاية إقناع إيجناز فينيتز أنها يمكن أن تستحق الدراسة، حيث أقنع شاربينتر الذي أقنع بدوره العالم المؤثر لويس أغاسيز بأن نظرية الجليد ذات قيمة.
طور أغاسيز نظرية لما سماه «العصر الجليدي»، حين غطى الجليد أوروبا وقسمًا كبيرًا من شمال أمريكا؛ وفي عام 1837 كان أغاسيز أول من طرح علميًا فكرة أن الأرض قد مرت بعصر جليدي في الماضي. أما في بريطانيا فكان ويليام باكلاند مؤيدًا رائدًا لجيولوجيا نظرية الطوفان التي سميت لاحقًا نظرية الكارثة، وهي المسؤولة عن الصخور المدورة الشاذة وغيرها من «رواسب الطوفان» بصفتها آثارًا للطوفان المذكور في الكتاب المقدس؛ وقد عارض تشارلز ليل في نسخته من نظرية الوتيرة الواحدة لهاتون بشدة هذا الرأي، كما تخلى عنه باكلاند تدريجيًا ومن مثله من الجيولوجين؛ وقد أقنعت رحلة عملية إلى الألب مع أغاسيز في أكتوبر 1838 باكلاند أن الآثار في بريطانيا سببها الجليد، وأيد هو وليل بشدة نظرية العصر الجليدي وقبلت النظرية على نطاق واسع بحلول سبعينيات القرن التاسع عشر.